# 쓰루하시정
쓰루하시정(일본어: 鶴橋町)은 일본 오사카부 히가시나리군에 있던 정이다. 현재의 오사카시 히가시나리구, 이쿠노구의 일부에 해당한다.

## 역사
- 1889년 4월 1일 - 정촌제 시행에 의해 히가시나리군 쓰루하시촌이 성립하였다.
- 1912년 10월 1일 - 정으로 승격해 쓰루하시정이 되었다.
- 1925년 4월 1일 - 쓰루하시정 전 지역이 오사카시에 편입해 히가시나리구가 되었다.
- 1943년 4월 1일 - 분구에 따라 구촌 지역 중 세키큐선(현 긴테쓰 오사카선) 이남이 히가시나리구에서 이쿠노구로 전속. 동시에 구 경계 변경으로 히가시구의 구촌 지역이 덴노지구로 전속.

## 교통

### 철도
- 오사카 전기철도

## 참고문헌
- 大日本篤農家名鑑編纂所編『大日本篤農家名鑑』大日本篤農家名鑑編纂所、1910年。
- 『角川日本地名大辞典 27（大阪府）』（角川書店、1983年）ISBN 978-4-04-001270-4
- 武部健一『道路の日本史』中央公論新社〈中公新書〉、2015年5月25日。ISBN 978-4-12-102321-6。

## 같이 보기
- 이카이노
- 쓰루하시역